# Marc tecnològic
Un marc tecnològic és un tipus d'estructura que es constitueix a través de la interacció continuada entre membres d'un grup social i un artefacte. Durant aquest procés es constitueixen certes pràctiques, discursos, objectius o problemes que poden marcar el futur tant de l'artefacte com del grup social en qüestió.
A diferència dels paradigmes kuhnians en l'àmbit de la tecnologia, en el programa SCOT s'utilitza el concepte de marc tecnològic (technological frame) incloent no només tècnics, científics o especialistes (comunitat científico-tècnica) sinó qualsevol grup social que interaccioni d'alguna manera amb l'artefacte, incloent-hi individus. Cada individu pot pertànyer simultàniament a diversos marcs tecnològics.